# Sialet Alet
Sialet Alet is een bestuurslaag in het regentschap Pidie van de provincie Atjeh, Indonesië. Sialet Alet telt 178 inwoners (volkstelling 2010).